# Гіпернові зорі

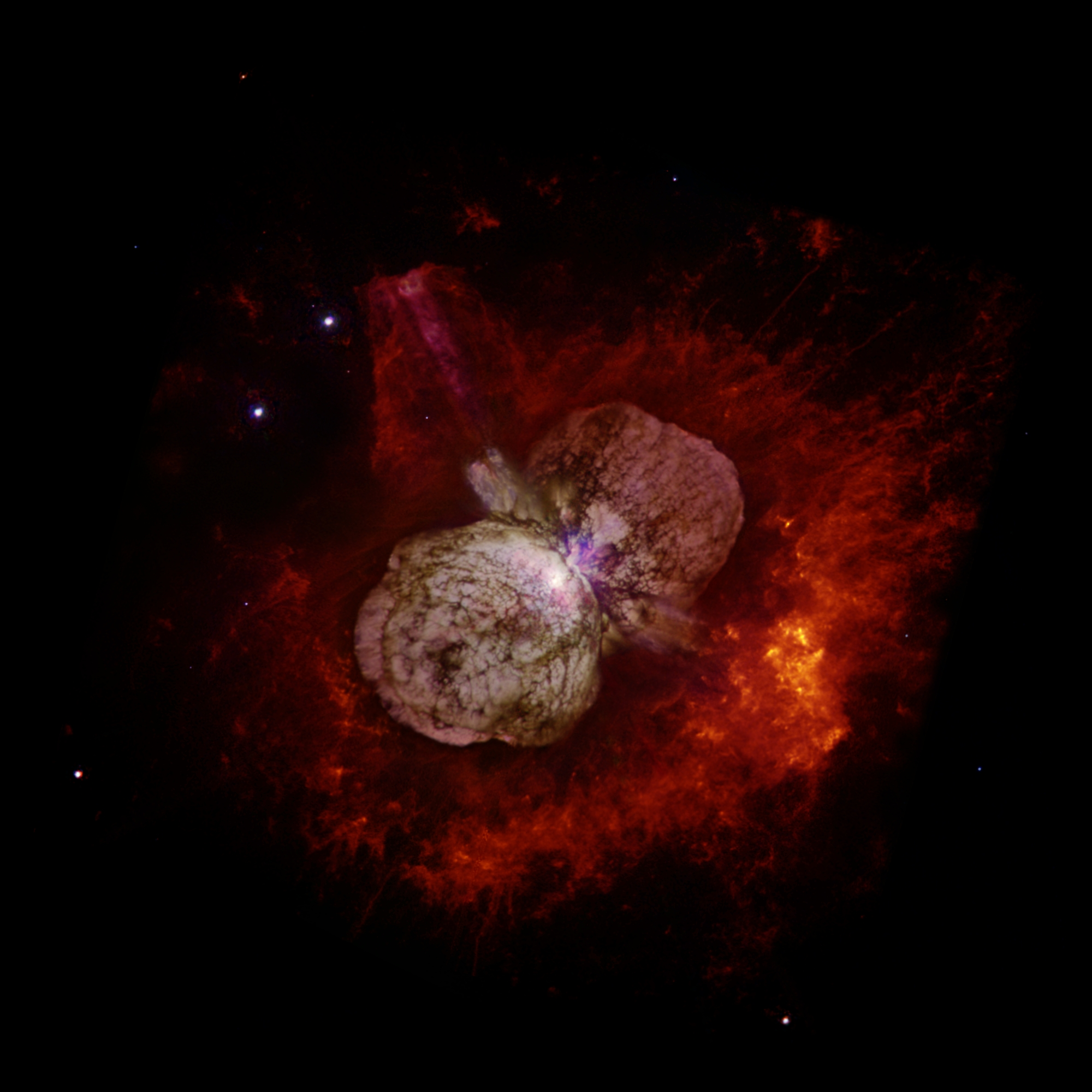
Ета Кіля, в сузір'ї Кіля, один з найближчих кандидатів у майбутню гіпернову

Гіпернова — вибух масивної зорі (масою понад 20 мас Сонця) після колапсу її ядра. 

## Загальний опис
Колапс ядра відбувається після того, як у ньому виснажується паливо для підтримки термоядерних реакцій, іншими словами, це дуже велика наднова. З початку 1990-х років були помічені потужні спалахи зір з енергією понад 1045 джоулів, тобто перевищувала потужність спалаху звичайної наднової приблизно в 10 разів. До того ж багато з цих вибухів супроводжувалися довгими гамма-спалахами.
Нині термін вживається для опису вибухів зірок з масою від 100 до 150 і більше мас Сонця.
Гіпернові теоретично могли б створити серйозну загрозу Землі внаслідок потужного гамма-спалаху, але в наш час поблизу Сонячної системи немає зір, які могли б становити таку загрозу. За деякими даними, 440 мільйонів років тому мав місце вибух гіпернової зорі поблизу Землі, в результаті якого відбулося ордовицько-силурійське вимирання (зникло понад 60 % морських безхребетних). Імовірно, радіоактивний ізотоп 56Ni потрапив на Землю внаслідок цього вибуху.
Термін колапсар спочатку означав продукт гравітаційного колапсу — чорну діру. В наш час[коли?] це слово іноді відносять до певної моделі колапсу зорі, що швидко обертається.

## Колапс зорі
Термін гіпернова придумав Стенфорд Е. Вуслі[джерело?]. Ядро масивної зорі при гравітаційному колапсі перетворюється в чорну діру, якщо зоря швидко оберталася, то навколо чорної діри може утворитися масивний акреційний диск. За рахунок нейтринного нагріву або під впливом механізму Бландфорда-Знаека можуть утворитися два потужні релятивістські струмені, що викидаються в напрямку полюсів обертання вмираючої зорі майже зі швидкістю світла. Ці релятивістські струмені можуть пояснити гамма-спалахи, які іноді спостерігаються при вибухах гіпернових. В останні роки великий обсяг даних спостережень гамма-спалахів значно поліпшив наше розуміння цих подій, і стало зрозуміло, що в чисельних моделях колапсу виходять вибухи, які відрізняються від вибухів звичайних наднових[джерело?].
Зорі, здатні вибухнути як гіпернова, зустрічаються дуже рідко, тому що зоря має бути масивною, швидко обертатися і (можливо) мати потужне магнітне поле. Тому, гіпернові повинні вибухати рідко. Передбачається, що в нашій Галактиці гіпернова вибухає в середньому один раз на 200 млн років[джерело?].

## Колапсари в науковій фантастиці
- В оповіданні Ларрі Нівена «Особливості, що змушують мене нервувати» завдяки масивним «колапсарам» стала можливою подорож у часі.
- В оповіданні Джеррі Пурнеля «Він впав у чорну діру» через гравітаційний вплив «колапсара» космічний корабель випадково вийшов з гіперпростору.
- У романі Джо Холдемана «Назавжди війни» «колапсари» використовувалися для міжзоряних подорожей.